# Anglo-German Fellowship
Die Anglo-German Fellowship (AGF) war eine im Herbst 1935 von Friedrich von der Ropp (1879–1964) gegründete britische pro-nazistische Organisation. Die deutsche Schwesterorganisation war die Deutsch-Englische Gesellschaft (nicht zu verwechseln mit dem gleichnamigen Schüleraustauschprogramm der britischen Botschaft in Berlin).

## Ziele
In der Anglo-German Fellowship waren diejenigen britischen Industriellen, Bankiers und höchsten Beamten vertreten, die ein Bündnis mit dem nationalsozialistischen Deutschen Reich förderten und – inoffiziell – die führenden Vertreter des Deutschen Reiches zu einem Krieg gegen die stalinistische Sowjetunion ermunterten. So schrieb das Mitglied der Fellowship Lord Londonderry am 25. Februar 1936 an Hermann Göring:

„Großbritannien müsse gemeinsam mit Deutschland dem Bolschewismus entgegentreten, denn diese Lehre werde, wenn sie Erfolg hat, eine weltweite Katastrophe von einem Ausmaß herbeiführen […] das sich keiner vorstellen kann.“

## Die Organisation
Am 2. Dezember 1935 erfolgte die erste Generalversammlung in der Zentrale des Unilever-Konzerns, ab Herbst 1936 fanden regelmäßig monatliche Zusammenkünfte statt.
Die Fellowship führte massiv prodeutsche Propaganda in Großbritannien. Jahrelang lud man hohe SA- und HJ-Führer, Diplomaten, Minister und Kommunalpolitiker in Londoner Clubs und auf Landsitze ein. Unter den Gästen und Rednern befanden sich der spätere Außenminister Ribbentrop, Generalfeldmarschall von Blomberg, der nationalsozialistische Reichssportführer Hans von Tschammer und Osten, Himmlers Adjutant Hajo Freiherr von Hadeln und Herzog Carl Eduard (Sachsen-Coburg und Gotha). Zu den Reichsparteitagen der NSDAP in Nürnberg fuhr regelmäßig eine starke Abordnung der Fellowship. Es wurde eine eigene Zeitung, die Anglo-German Review, herausgegeben. Insgesamt 50 Mitglieder beider Häuser des Parlaments hatten sich der Fellowship angeschlossen. Lord Londonderry besuchte drei- bis viermal im Jahr Hitler und Göring. Enge Beziehungen bestanden zum Cliveden Set.
Der sowjetische Agent Kim Philby war Mitglied der Organisation, Hitlers Spionin, Stéphanie zu Hohenlohe-Waldenburg-Schillingsfürst, Ehrenmitglied.

## Mitglieder
Die einflussreichsten Mitglieder der etwa 600 bis 800 Mann starken Vereinigung waren:
| - Ernest Tennant, Bankier, Gründer der Anglo-German Fellowship und Freund von Ribbentrop - Francis Cooper, Präsident des Unilever-Konzerns - Lord McGowan, Präsident der Imperial Chemical Industries (ICI) - Sir Montagu Norman, Gouverneur der Bank von England und ein persönlicher Freund von Hjalmar Schacht - William Morris, 1. Viscount Nuffield, Präsident der Morris Motor Company - Sir Andrew Agnew, Generaldirektor der Shell-Mex and British Petroleum Company (BP) - Sir Geoffrey Clark, Generaldirektor Telegraph Construction & Maintenance Company und der British India Steam Navigation Company - Sir Alexander Shaw, Präsident der P&O Steam Navigation Company und Direktionsmitglied der Bank von England | - Lord Londonderry, Charles Vane-Tempest-Stewart, 7. Marquess of Londonderry (* 13. Mai 1878; † 10. Februar 1949), 1921 Privy Councillor für Nordirland, 1921–1926 Erziehungsminister und Führer des Senats in Nordirland; 1931–1935 Secretary of State for Air; 1935 Lord Privy Seal (Lordsiegelbewahrer) und damit gleichzeitig Leader of the House of Lords; Beherrscher des britischen Kohlebergbaus sowie Teilhaber der Großbanken J. Henry Schröder & Co., Lazard Brothers & Co und von Guinness, Mahon & Co. - Frank Cyril Tiarks, ein Direktor der Bank von England, Mitglied der British Union of Fascists - Admiral Barry Domvile, Gründer der ähnlich aufgebauten Organisation The Link - Admiral Murray Sueter - Fürst Otto von Bismarck (1897–1975) |

Darüber hinaus waren folgende Konzerne, Gesellschaften und Banken durch Vorstands- oder Direktoriumsmitglieder vertreten:
| - Anglo-Iranian Oil Company - Vickers-Armstrong Steel Company - John Brown & Company - Dunlop Rubber Company - John Walker & Sons - Great Western Railway - London, Midland and Scottish Railway - Cunard White Star Lines - Oceanic Steam Navigation Company | - Lloyds Bank - Barclays Bank - Midland Bank - National Provincial Bank - British Westinghouse Electric Company - British Overseas Bank - Commercial Union Assurance Bank - Phoenix Assurance Company |

## Auflösung
Lord Mount Temple legte am 19. November 1938 das Amt des Präsidenten nieder und stellte zusammen mit 20 anderen Mitgliedern die Tätigkeit ein. In der Öffentlichkeit trat die Fellowship ab November 1938 kaum noch in Erscheinung, was fast einem Zerfall gleichkam. Nach der Besetzung der Rest-Tschechei hörte die Gesellschaft auf zu bestehen.
Am 8. Juni 1939 schrieb Londonderry an Franz von Papen, dass er seine Meinung geändert habe, nachdem Deutschland die Tschechoslowakei überrannt habe. Dies habe gezeigt, „dass ein von Deutschland gegebenes Versprechen keine reale Grundlage habe“, und er führte aus:

„Wir sind zutiefst aufgebracht über die Art und Weise, wie Deutschland offenbar seine Vorherrschaft auf der Welt durchzusetzen versucht, und entschlossen, uns diesem Vorhaben entgegenzustellen, ganz gleich, was dieser Widerstand erfordern mag.“

In einem Brief vom 2. April an Neville Chamberlain begrüßte Londonderry die Britisch-französische Garantieerklärung an Polen.